# Модулярная группа
Модулярная группа — группа {\displaystyle \Gamma } всех преобразований Мёбиуса вида
{\displaystyle z\mapsto {\frac {az+b}{cz+d}},}
где {\displaystyle a,\;b,\;c,\;d} — целые числа, причём {\displaystyle ad-bc=1}.
Модулярная группа отождествляется с факторгруппой {\displaystyle PSL(2,\mathbb {Z} )=SL(2,\;\mathbb {Z} )/\{I,\;-I\}}. Здесь {\displaystyle SL(2,\;\mathbb {Z} )} — группа матриц
{\displaystyle {\begin{pmatrix}a&b\\c&d\end{pmatrix}},}
где {\displaystyle a,\;b,\;c,\;d} — целые числа, {\displaystyle ad-bc=1}.
Модулярная группа является дискретной группой преобразований верхней комплексной полуплоскости {\displaystyle H=\{z:\mathrm {Im} \,z>0\}} (плоскости Лобачевского) и допускает представление образующими
{\displaystyle S:z\mapsto -1/z,}
{\displaystyle T:z\mapsto z+1}
и соотношениями {\displaystyle S^{2}=(ST)^{3}=1}, то есть является свободным произведением циклической группы порядка 2, порождённой {\displaystyle S}, и циклической группы порядка 3, порождённой {\displaystyle ST}.
Для произвольного преобразования {\displaystyle g(z)={\frac {az+b}{cz+d}}} из модулярной группы справедливо равенство:
{\displaystyle \mathrm {Im} \,g(z)={\frac {\mathrm {Im} \,z}{|cz+d|^{2}}}.\qquad \qquad (1)}
Поскольку мнимая часть {\displaystyle z} ненулевая, а числа {\displaystyle c} и {\displaystyle d} — целые, не равные нулю одновременно, то величина {\displaystyle |cz+d|^{2}} отделена от нуля (не может быть сколь угодно малой). Это означает, что в орбите любой точки есть такая, на которой мнимая часть достигает своего максимума.
Фундаментальная область (каноническая) модулярной группы — это замкнутая область
{\displaystyle D=\{z\in H:|z|\geqslant 1,\;|\mathrm {Re} \,z|\leqslant 1/2\}.}
Легко проверить, используя (1), что преобразования модулярной группы не увеличивают мнимую часть точек из {\displaystyle D}. Из этого следует, что для того, чтобы две точки {\displaystyle z,\;g(z)} принадлежали {\displaystyle D}, их мнимая часть должна быть одинакова: {\displaystyle |cz+d|^{2}=1}. Таким условиям отвечают следующие преобразования и точки:
1. {\displaystyle g(z)=z,\;z} — любая точка;
2. {\displaystyle g(z)=z-1,\;\mathrm {Re} \,z=1/2;}
3. {\displaystyle g(z)=z+1,\;\mathrm {Re} \,z=-1/2;}
4. {\displaystyle g(z)=-1/z,\;|z|=1.}

В частности, все точки области {\displaystyle D} имеют тривиальный стабилизатор, кроме трёх:
1. {\displaystyle \mathrm {St} (i)=\{1,\;S\};}
2. {\displaystyle \mathrm {St} (e^{2\pi i/3})=\{1,\;ST,\;(ST)^{2}\};}
3. {\displaystyle \mathrm {St} (-e^{-2\pi i/3})=\{1,\;TS,\;(TS)^{2}\}.}

Кроме того, из этого следует что при факторизации верхней полуплоскости по действию модулярной группы внутренние точки {\displaystyle D} отображаются инъективно, тогда как граничные — склеиваются с точками, «зеркальными» к ним относительно прямой {\displaystyle \mathrm {Re} \,z=0}.
Чтобы показать, что всякая точка из {\displaystyle H} конгруэнтна некоторой точке из {\displaystyle D}, рассмотрим в её орбите, порождённой преобразованиями {\displaystyle S} и {\displaystyle T}, точку с максимальной мнимой частью и с помощью целочисленного сдвига сдвинем так, чтобы вещественная часть её образа стала по модулю не больше, чем 1/2. Тогда образ принадлежит {\displaystyle D} (иначе, если бы его модуль был меньше 1, с помощью преобразования {\displaystyle S} можно было бы строго увеличить мнимую часть).
Легко показать также, что преобразования {\displaystyle S} и {\displaystyle T} порождают всю модулярную группу. Пусть {\displaystyle g} — произвольное модулярное преобразование и {\displaystyle z} — внутренняя точка {\displaystyle D}. Как описано выше, найдём преобразование {\displaystyle g'} переводящее {\displaystyle g(z)} в область {\displaystyle D}. Точки {\displaystyle z} и {\displaystyle g'g(z)} лежат в {\displaystyle D}, причём {\displaystyle z} — внутренняя, следовательно, {\displaystyle g'g(z)=z}. Тогда преобразование {\displaystyle g'g} лежит в стабилизаторе точки {\displaystyle z}, который тривиален. Следовательно, {\displaystyle g=(g')^{-1}} лежит в группе, порождённой преобразованиями {\displaystyle S} и {\displaystyle T}.
Интерес к модулярной группе связан с изучением модулярных функций, римановой поверхностью которых является факторпространство {\displaystyle H/\,\Gamma }, отождествляемое с фундаментальной областью {\displaystyle G} модулярной группы. Фундаментальная область {\displaystyle G} имеет конечную площадь (в смысле геометрии Лобачевского), то есть модулярная группа есть фуксова группа первого рода.